# Amphisbaena dubia
Espèce
Amphisbaena dubia est une espèce d'amphisbènes de la famille des Amphisbaenidae.

## Répartition
Cette espèce est endémique du Brésil. Elle se rencontre dans les États de São Paulo, du Parana et de Santa Catarina.

## Publication originale
- Müller, 1924 "1923" : Über neue oder seltene Mittel- und Südamerikanische Amphibien und Reptilien. Mitteilungen aus dem Zoologischen Museum in Berlin, vol. 11, no 1, p. 75-93.